# Rob Mokken
Robert Jan (Rob) Mokken (né le 28 avril 1929) est un politologue néerlandais et professeur émérite de sciences politiques et de méthodologie à l'Université d'Amsterdam.

## Biographie
Né à Batavia, dans les Indes orientales néerlandaises, Mokken commence ses études au Royal Netherlands Naval College de Den Helder de 1949 à 1952. Il poursuit ses études à l'Université d'Amsterdam, où en 1957 il obtient son baccalauréat en sciences politiques et sociales, en 1961 sa maîtrise et en 1970 son doctorat avec la thèse intitulée "Une théorie et une procédure d'analyse d'échelle : avec des applications en politique recherche" sous la direction de Jan Hemelrijk.
En 1954, Mokken commence sa carrière comme assistant de recherche à l'Université d'Amsterdam. De 1961 à 1966, il travaille au Centrum Wiskunde & Informatica. Après trois autres années à l'Université d'Amsterdam en tant qu'assistant de recherche, il est nommé en 1970 professeur à l'Université d'Amsterdam en sciences politiques et sociales, et en 1979 en sciences politiques et méthodologie. Parmi ses quelque 20 doctorants figurent Frans Stokman (1977), Robert de Hoog (scientifique) (1978), Willem Saris (en) (1979) et Meindert Fennema (en) (1981). En 1994, il prend sa retraite et travaille ensuite comme consultant en TIC concernant les méthodes statistiques et quantitatives.
Mokken publie le livre Theory and procedure of scale analysis, en 1971, dans lequel il propose une mesure qui porte ensuite son nom : l'échelle de Mokken.
En 1990, Mokken est nommé chevalier dans l'Ordre d'Orange-Nassau.